# Tomorrow Corporation
Tomorrow Corporationは、アメリカの独立系ゲーム開発会社である。Kyle Gabler、Allan Blomquist、Kyle Grayの三名によって運営されている。Experimental Gameplay Groupから派生した。

## 概要
従業員の三人は大学院で出会い、エレクトロニック・アーツ（EA）の別々の部署に就職した。GablerとBlomquistはEAの仕事に限界を感じ、独立して開発する道を選んだ。Gablerは2D Boyを設立し、『グーの惑星』の制作に尽力した。BlomquistはWii版の作成に力を入れた。その間、Grayは『Henry Hatsworth in the Puzzling Adventure』の設計責任者に就いていた。ゲーム制作が終わると、三人は再び合流し、Tomorrow Corporationを2010年に設立した。2012年に処女作である『Little Inferno』が発売。次作である『ヒューマン・リソース・マシーン』は2015年10月に発売された。その続編となる『セブン・ビリオン・ヒューマンズ』が、2018年8月に発売された。
加えて三人は、既存に規格に捕らわれないゲーム開発を推進するサイトExperimental Gameplay Projectを支援している。このプロジェクトはGablerとGrayが、カーネギーメロン大学で2005年に始めたものである。独立系開発者が7日間以内という制限の中で、「重力」や「花」などの与えられたテーマをベースにし、きちんと動作するゲームの原型を作る、という活動を行うのを目的としていた。この活動は競技会というよりは、むしろ開発者向けの促進会である。他の参加者の開発の様子を見て、斬新なアイデアを生み出す。ゲーム開発において、ゲームのコンセプトを設計することは最も難しいことの一つであることを伝えている。各々の開発者は、さらに時間を掛けて開発を続けることもできる。例えば、『グーの惑星』は、この活動で誕生した『Tower of Goo』をベースにしている。

## 作品
- グーの惑星（2008年、Wii Ware・PC・iOS・Android・BlackBerry OS・Nintendo Switch）※Nintendo Switch版をTomorrow Corporationより発売
- Little Inferno（2012年、Wii U・PC・iOS・Android・Nintendo Switch）
- ヒューマン・リソース・マシーン（2015年、PC・Wii U・iOS・Android・Nintendo Switch）
- セブン・ビリオン・ヒューマンズ（2018年、PC・Nintendo Switch・iOS）